# السرف (السبرة)

تعديل مصدري - تعديل

السرف محلة تابعة لقرية الجرف، التابعة لعزلة زبيد بمديرية السبرة إحدى مديريات محافظة إب في الجمهورية اليمنية.، بلغ تعداد سكانها 361 حسب تعداد اليمن لعام 2004.